# Hey Ho! Let's Go: The Anthology
Hey Ho! Let's Go: The Anthology är ett samlingsalbum av bandet Ramones, släppt 20 juli 1999.

## Låtlista

### Skiva ett
1. "Blitzkrieg Bop" - 2:14
2. "Beat on the Brat" - 2:32
3. "Judy Is a Punk" - 1:32
4. "I Wanna Be Your Boyfriend" - 2:27
5. "53rd & 3rd" - 2:20
6. "Now I Wanna Sniff Some Glue" - 1:37
7. "Glad to See You Go" - 2:13
8. "Gimme Gimme Shock Treatment" - 1:44
9. "I Remember You" - 2:20
10. "California Sun" - 2:03
11. "Commando" - 1:54
12. "Swallow My Pride" - 2:07
13. "Carbona Not Glue" - 1:53
14. "Pinhead" - 2:44
15. "Sheena Is a Punk Rocker" - 2:49
16. "Cretin Hop" - 1:58
17. "Rockaway Beach" - 2:08
18. "Here Today, Gone Tomorrow" - 2:50
19. "Teenage Lobotomy" - 2:03
20. "Surfin' Bird" - 2:37
21. "I Don't Care" - 1:40
22. "I Just Want to Have Something to Do" - 2:43
23. "I Wanna Be Sedated" - 2:31
24. "Don't Come Close" - 2:46
25. "She's the One" - 2:15
26. "Needles and Pins" - 2:23
27. "Rock & Roll High School" - 2:21
28. "I Want You Around" - 3:02
29. "Do You Remember Rock & Roll Radio?" - 3:52
30. "I Can't Make It on Time" - 2:33
31. "Chinese Rock" - 2:30
32. "I'm Affected" - 2:54
33. "Danny Says" - 3:06

### Skiva två
1. "The KKK Took My Baby Away" - 2:31
2. "She's a Sensation" - 3:26
3. "It's Not My Place (In the 9 to 5 World)" - 3:23
4. "We Want the Airwaves" - 3:22
5. "Psycho Therapy" - 2:39
6. "Howling at the Moon (Sha-La-La)" - 4:06
7. "Mama's Boy" - 2:12
8. "Daytime Dilemma (Dangers of Love)" - 4:33
9. "I'm Not Afraid of Life" - 3:13
10. "Too Tough to Die" - 2:38
11. "Endless Vacation" - 1:50
12. "My Brain Is Hanging Upside Down (Bonzo Goes to Bitburg)" - 3:57
13. "Somebody Put Something in My Drink" - 3:23
14. "Something to Believe In" - 4:09
15. "I Don't Want to Live This Life (Anymore)" - 3:29
16. "I Wanna Live" - 2:39
17. "Garden of Serenity" - 2:28
18. "Merry Christmas (I Don't Want to Fight Tonight)" - 2:05
19. "Pet Sematary" - 3:34
20. "I Believe in Miracles" - 3:21
21. "Tomorrow She Goes Away" - 2:41
22. "Poison Heart" - 4:04
23. "I Don't Wanna Grow Up" - 2:45
24. "She Talks to Rainbows" - 3:14
25. "R.A.M.O.N.E.S." - 1:24